# フジテレビ甲府支局
フジテレビ甲府支局（フジテレビこうふしきょく）は、山梨県甲府市にあるフジテレビジョンの支局である。

## 概要
山梨県にはフジテレビ系列の放送局が存在しないため、FNNの報道取材を行う目的で甲府市に支局が置かれている。

放送は行っていないが、山梨県内のテレビ局（日本テレビ系列の山梨放送、TBS系列のテレビ山梨）ではフジテレビ系列の番組を時差ネットしており、またケーブルテレビによってフジテレビの区域外再放送が行われているため、山梨県内でもフジテレビの番組はほとんどの世帯で視聴することが可能である（山梨県内のケーブルテレビ・共聴設備の加入率は90%を超えている）。
地上デジタル放送も山梨県内については条件付きで再送信に同意することとしたため、2007年10月9日の日本ネットワークサービスを皮切りに、順次、再送信が開始されている。

## 所在地
- 山梨県甲府市（産経新聞の甲府支局があった頃は入居していたテナントビルと同じビルに入居していたが、産経新聞が甲府支局を閉鎖してからは、公式ホームページには掲載されていない。ただし、入居しているテナントビルの看板には記載されている。また、産経新聞の新聞発行・販売自体は、山梨県内の産経新聞取扱新聞店で継続し、市内の郵便局に私書箱を設置している）